# Poolbillard-Jugendeuropameisterschaft 2000
Die Poolbillard-Jugendeuropameisterschaft 2000 war die 20. Austragung der von der European Pocket Billiard Federation veranstalteten Jugend-Kontinentalmeisterschaft im Poolbillard. Sie fand in Kiew in der Ukraine statt.
Ausgespielt wurden die Disziplinen 14/1 endlos, 8-Ball und 9-Ball sowie Mannschafts-Wettbewerbe in den Kategorien Junioren und Schüler. Bei den Juniorinnen wurden lediglich 8-Ball und 9-Ball gespielt.

## Medaillengewinner
| Disziplin              | Gold                | Silber              | Bronze                               |        |
| ---------------------- | ------------------- | ------------------- | ------------------------------------ | ------ |
| Junioren – 14/1 endlos | Brian Naithani      | Nikos Ekonomopoulos | Christian Weigoni Sascha Ertl        | [ 1 ]  |
| Junioren – 8-Ball      | Nikos Ekonomopoulos | Dimitri Jungo       | John Vassalos Brian Naithani         | [ 2 ]  |
| Junioren – 9-Ball      | John Vassalos       | Martin Larsen       | Steevens Morgo Dimitri Jungo         | [ 3 ]  |
| Junioren-Mannschaft    | Deutschland         | Griechenland        | Österreich Polen                     | [ 4 ]  |
| Schüler – 14/1 endlos  | Erik Weiselius      | Karol Skowerski     | Daniel Soeders Kjetil Fredriksen     | [ 5 ]  |
| Schüler – 8-Ball       | Vilmos Földes       | Erik Weiselius      | Tomasz Kapłan Hubert Łopotko         | [ 6 ]  |
| Schüler – 9-Ball       | Vilmos Földes       | Karol Skowerski     | Andrea Di Mattia Philip Rüthemann    | [ 7 ]  |
| Schüler-Mannschaft     | Polen               | Deutschland         | Norwegen Schweden                    | [ 8 ]  |
| Juniorinnen – 8-Ball   | Jasmin Ouschan      | Veronika Hubrtova   | Anna-Maria Pint Sabrina Fritz        | [ 9 ]  |
| Juniorinnen – 9-Ball   | Jasmin Ouschan      | Sabrina Fritz       | Tessa van Bemmel Jennifer Carpentras | [ 10 ] |